# Empis pudica
Empis pudica är en tvåvingeart som först beskrevs av Friedrich Hermann Loew 1861.  Empis pudica ingår i släktet Empis och familjen dansflugor. Inga underarter finns listade i Catalogue of Life.